# Przez wiry i porohy Dniestru

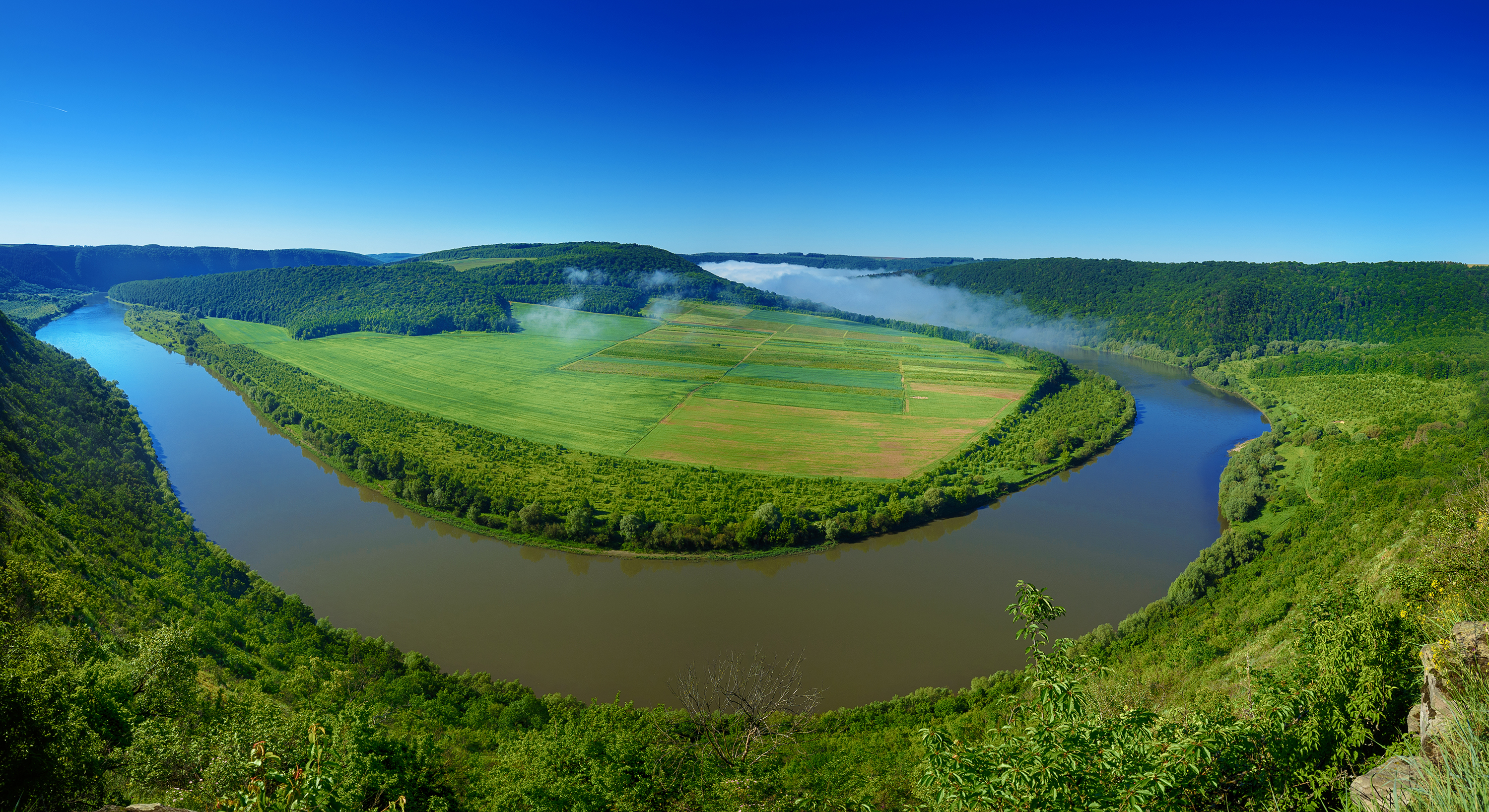
Zakole Dniestru

Przez wiry i porohy Dniestru – książka Arkadego Fiedlera z 1926 roku, opowiadająca o jego podróży Dniestrem.

## Treść
Pisarz wziął udział w spływie Dniestrem z pięcioma przyjaciółmi na przełomie lipca i sierpnia w 1924 roku. Swoje przeżycia opisał w czterdziestu krótkich esejach.
Przyjaciele odbywali podróż dwoma łodziami: większą, czterometrową „Janką” i mniejszą „Baśką”. Podróż rozpoczęli pod koniec lipca, wsiadając do łodzi w Samborze. Na pierwszym etapie podróżowało razem tylko czterech mężczyzn. Podczas podróży wykonywali zdjęcia, którymi zilustrowane zostały kolejne wydania książki. Pierwszych trudności w manewrowaniu łodziami doświadczyli pod Chłopczycami, gdzie zmuszeni byli wydostawać się z jazu. W dalszej podróży zatrzymywali się na noclegi u przypadkowych ukraińskich gospodarzy. W Mostach zatrzymali się na posiłek w miejscowej karczmie. Autor odnotował na dachu jednego z domostw kilka gniazd z około trzydziestu bocianami. W Rozwadowie podróżnicy przeczekali burzę i spożyli posiłek. Opisując wydarzenie w 8. eseju, Fiedler wyraził swoja opinię na temat spotykanej ludności rusińskiej. Kolejnymi etapami były Kijowiec i Podniestrzany. Z Kijowca podróżnicy zrobili kilkudniowe wycieczki, najpierw do Lwowa, następnie w Bieszczady.
W Kijowcu, gdzie dołączyli, przybyli z Poznania Henryk i Marian, autor wraz z towarzyszami miał okazję poznać unickiego księdza o nazwisku Winnicki. Fiedler odnotował, iż nie był przychylnie nastawiony do polskiej przynależności ziemi lwowskiej. Pisarz nazwał go moskalofilem. Po wyruszeniu z Kijowca grupa spędziła noc w Bukowinie. W opisującym ranek w Bukowinie eseju, Fiedler nawiązał do czasów Bohdana Chmielnickiego. Przez Żurawno podróżnicy dotarli na nocleg do Siwki Wojniłowskiej. W Haliczu Marian i Leon uratowali dwie tonące Ukrainki. Grupa zatrzymała się w mieście na kilka dni. Pierwszego dnia Polacy mieli nieprzyjemne zajście z dawnym urzędnikiem, któremu nie spodobało się, gdy robili zdjęcia.
W Niżniowie, kolejnym miejscu noclegowym, autor zanotował odmienny sposób ubierania się ludności. W eseju 32. miasto zostało nazwane zatrutym. Fiedler zasugerował, iż prawdopodobnie mieszka w nim ludność wywodząca się od Tatarów. Tamtejsze kobiety miały na głowach ciemne chusty ułożone na kształt stożków, a mężczyźni jakby jarmułki mongolskie. Kolejny nocleg miał miejsce w Ostrej. Podróżnicy spędzili noc w jednym z gospodarstw. Leon zrobił furorę wyciągniętym i zapalonym lampionem, który przyciągnął okolicznych mieszkańców, szczególnie dzieci. Fiedler, podczas dalszej podróży, wspiął się do wsi Latacz. W Horodnicy grupę wylegitymowali polscy strażnicy graniczni, pochodzący z Poznańskiego. Dalej Dniestr wyznaczał granicę między Polską i Rumunią. Podróż Dniestrem zakończono w Zaleszczykach.

## Wydania
Książka miała kilka wydań:
- 1926 – I wydanie (Przez wiry i porohy Dniestru, Poznań, Zakład Chemigraficzny Antoniego Fiedlera)
- 2006 – II wydanie (Przez wiry i porohy Dniestru, Pelplin, Bernardinum, ISBN 8373803815)
- 2015 – III wydanie (Przez wiry i porohy Dniestru, Pelplin, Bernardinum,  ISBN 978-83-7823-402-9)